# Dominic Inglot
Dominic Inglot (* 6. března 1989 Londýn) je britský profesionální tenista, který se specializuje na čtyřhru. Ve své dosavadní kariéře vyhrál na okruhu ATP World Tour jeden turnaj ve čtyřhře, když s Filipíncem Treatem Conradem Hueym triumfoval na washingtonském Citi Open 2012. Na challengerech ATP a okruhu ITF získal do roku 2013 sedmnáct titulů ve čtyřhře.
Na žebříčku ATP byl ve dvouhře nejvýše klasifikován v srpnu 2010 na 563. místě a ve čtyřhře pak v říjnu 2012 na 40. místě. Kondičním trenérem je od roku 2011 Milos Gialecic. Připravuje se v Národním tenisovém centru londýnského Roehamptonu.
Na nejvyšší grandslamové úrovni se nejdále probojoval v mužské čtyřhře do třetího kola ve Wimbledonu 2010 a na French Open 2012.
Do roku 2013 nenastoupil ani k jedinému utkání v britském daviscupovém týmu.

## Soukromý život
Dominic Inglot se narodil roku 1986 v britské metropoli Londýně do rodiny ženy v domácnosti Elizabethy a Andreje Inglota, bývalého profesionálního fotbalisty v Polsku. Má mladšího bratra Alexe Inglota. V roce 2004 se objevil na dvorci společně s hercem Paulem Bettanym, který představoval britského tenistu ve filmu Wimbledon, jenž na divokou kartu vyhraje nejslavnější turnaj světa v All England Clubu.
Tenis začal hrát v osmi letech. Na vysoké škole reprezentoval americkou University of Virginia.

## Finálové účasti na turnajích ATP World Tour
| Legenda (před/od 2009)                                            |
| D – dvouhra; Č – čtyřhra                                          |
| Grand Slam (0–0)                                                  |
| Tennis Masters Cup / ATP World Tour Finals (0–0)                  |
| ATP Masters Series / ATP World Tour Masters 1000 (0–0)            |
| ATP International Series Gold / ATP World Tour 500 series (1–1 Č) |
| ATP International Series / ATP World Tour 250 series (0–1 Č)      |

### Čtyřhra: 3 (1–2)

#### Vítěz
| Stav      | Č. | Datum          | Turnaj           | Povrch    | Spoluhráč         | Finalisté                    | Výsledek                    |
| --------- | -- | -------------- | ---------------- | --------- | ----------------- | ---------------------------- | --------------------------- |
| Finalista | 1. | 15. dubna 2012 | Houston          | antuka    | Treat Conrad Huey | James Blake Sam Querrey      | 6–7(14–16), 3–6             |
| Vítěz     | 1. | 5. srpna 2012  | Washington, D.C. | tvrdý     | Treat Conrad Huey | Kevin Anderson Sam Querrey   | 7–6(9–7), 6–7(9–11), [10–5] |
| Finalista | 2. | 28. října 2012 | Basilej          | tvrdý (h) | Treat Conrad Huey | Daniel Nestor Nenad Zimonjić | 5–7, 7–6(7–4), [5–10]       |

## Finále na challengerech ATP
| Legenda             |
| ------------------- |
| Challengery (5–2 Č) |

### Čtyřhra: 7 (5–2)
| Stav      | Č. | Datum             | Turnaj          | Povrch    | Spoluhráč         | Soupeři ve finále                 | Výsledek               |
| --------- | -- | ----------------- | --------------- | --------- | ----------------- | --------------------------------- | ---------------------- |
| Finalista | 1. | 2. listopadu 2009 | Charlottesville | tvrdý (h) | Rylan Rizza       | Martin Emmrich Andreas Siljeström | 4–6, 6–3, [9–11]       |
| Vítěz     | 1. | 2. srpna 2010     | Vancouver       | tvrdý     | Treat Conrad Huey | Ryan Harrison Jesse Levine        | 6–4, 7–5               |
| Vítěz     | 2. | 9. srpna 2010     | Binghamton      | tvrdý     | Treat Conrad Huey | Scott Lipsky David Martin         | 5–7, 7–6(7–2), [10–8]  |
| Vítěz     | 3. | 31. října 2011    | Charlottesville | tvrdý (h) | Treat Conrad Huey | John Paul Fruttero Raven Klaasen  | 4–6, 6–3, [10–7]       |
| Finalista | 2. | 29. ledna 2012    | Heilbronn       | tvrdý (h) | Treat Conrad Huey | Johan Brunström Frederik Nielsen  | 3–6, 6–3, [6–10]       |
| Vítěz     | 4. | 6. února 2012     | Dallas          | tvrdý (h) | Chris Eaton       | Nicholas Monroe Jack Sock         | 7–6(7–2), 6–4, [19–17] |
| Vítěz     | 5. | 5. června 2012    | Nottingham      | tráva     | Treat Conrad Huey | Jonathan Marray Frederik Nielsen  | 6–4, 6–7(9–11), [10–8] |